# 140A busz (Budapest)
A budapesti 140A jelzésű autóbusz a Széll Kálmán tér és a Budaörsi lakótelep között közlekedik. A viszonylatot a MÁV Személyszállítási Zrt. üzemelteti.

## Története
2015. augusztus 31-étől a Lévai utca helyett a Gimnázium felé közlekedik.

## Útvonala
| Budaörsi lakótelep felé |
| Széll Kálmán tér M vá. – Várfok utca – Széll Kálmán tér – Krisztina körút – Alkotás utca – Budaörsi út – Budaörs, Budapesti út – Szabadság út – Bretzfeld utca – Baross utca – Budaörsi lakótelep vá.                                                      |
| Széll Kálmán tér felé |
| Budaörsi lakótelep vá. – Baross utca – Bretzfeld utca – Szabadság út – Budapesti út – Budapest, Budaörsi út – aluljáró – Lapu utca – autópálya-bevezető – Budaörsi út – Alkotás utca – Krisztina körút – Vérmező út – Várfok utca – Széll Kálmán tér M vá. |

## Megállóhelyei
Az átszállás kapcsolatok között az azonos útvonalon közlekedő 140-es busz nincsen feltüntetve.
| 0                                     | Széll Kálmán tér M végállomás | 31 | 4, 6, 17, 56, 56A, 59, 59A, 59B, 61 5, 16, 16A, 21, 21A, 22, 22A, 39, 91, 102, 116, 128, 129, 139, 149, 155, 156, 221, 222 781, 782, 783, 784, 785, 786, 787, 789, 791, 793, 794, 795                                                                               |
| 2                                     | Déli pályaudvar M             | 29 | 17, 56, 56A, 59, 59A, 59B, 61 21, 21A, 39, 102, 139, 221 770 S10 S12 S30 G30 Z30 S34 S35 S40 Z40 S42 Z42 IC, sebesvonat, gyorsvonat, expresszvonat, |
| 3                                     | Királyhágó utca               | 27 | 17, 61 105, 139, 210, 210B |
| 4                                     | Tartsay Vilmos utca           | 26 | 139 |
| ∫                                     | Csörsz utca                   | 25 | 17, 61 139, 212, 212A, 212B |
| 6                                     | BAH-csomópont                 | 24 | 17, 61 8E, 108E, 110, 112, 139, 212, 212A, 212B |
| 7                                     | Muskotály köz                 | ∫  | 108E, 139 |
| 9                                     | Fehérló utca                  | 21 | 108E, 139, 240 |
| 10                                    | Dayka Gábor utca              | 19 | 53, 108E, 139, 150, 150B, 154, 272 |
| 11                                    | Sasadi út                     | 18 | 8E, 40, 40B, 40E, 53, 87, 87A, 88, 88A, 108E, 139, 150, 150B, 153, 154, 172, 173, 187, 188, 188E, 240, 272 764 1172, 1173, 1174, 1175, 1176, 1177, 1183, 1184, 1185, 1188, 1189, 1190, 1193, 1194, 1201, 1205, 1212, 1215, 1216, 1229, 1251, 1253, 1254, 1257, 1268 |
| 12                                    | Nagyszebeni út                | ∫  | 8E, 87, 87A, 88, 88A, 108E, 139, 153, 154 |
| ∫                                     | Jégvirág utca                 | 16 | 8E, 87, 87A, 88, 88A, 108E, 139, 153, 154 |
| 13                                    | Gazdagréti út                 | 15 | 8E, 40, 40B, 87, 87A, 88, 88A, 108E, 139, 153, 154, 188, 240 |
| 13                                    | Poprádi út                    | 14 | 87, 87A, 88, 88A |
| 14                                    | Madárhegy                     | 13 | 40, 40B, 88, 88A, 188, 240 |
| 15                                    | Rupphegyi út                  | 12 | 40, 40B, 88, 88A, 188, 240 |
| 16                                    | Felsőhatár utca               | 12 | 40, 40B, 88, 88A, 188, 240, 289 767 |
| Budapest–Budaörs közigazgatási határa |                               |    | |
| 17                                    | Tulipán utca                  | 11 | 40, 40B, 88, 88A, 188, 240, 289 |
| 18                                    | Aradi utca                    | 10 | 40, 40B, 88, 88A, 188, 240, 289 |
| 19                                    | Templom tér                   | 8  | 40, 40B, 88, 88A, 188, 240, 288, 289 767 |
| 20                                    | Károly király utca            | 7  | 40, 40B, 40E, 88, 88A, 188, 240, 287 |
| 21                                    | Kisfaludy utca                | 6  | 40, 40B, 40E, 88, 88A, 188, 240, 287, 288, 289 |
| 22                                    | Kötő utca                     | 5  | 40, 40B, 40E, 88, 88A, 188, 240, 287 |
| 22                                    | Budaörs, városháza            | 4  | 40, 40B, 40E, 88, 88A, 188, 240, 287 756, 767 |
| 23                                    | Gimnázium                     | 2  | 40, 40E, 88, 88A, 188E, 188, 240, 287 755, 756, 767 |
| 24                                    | Patkó utca                    | 1  | 40, 40E, 240, 287, 289 |
| 25                                    | Budaörsi lakótelep végállomás | 0  | 40, 40B, 40E, 140B, 240, 287, 288, 289 755 |